# Лочица при Вранскем
Лочица при Вранскем (словен. Ločica pri Vranskem) је насељено место у општини Вранско, Савињска регија, Словенија.

## Историја
До територијалне реорганизације у Словенији била је у саставу старе општине Жалец.

## Становништво
У попису становништва из 2011. године, Лочица при Вранскем је имала 169 становника.
| Број становника према пописима | Број становника према пописима | Број становника према пописима |
| ------------------------------ | ------------------------------ | ------------------------------ |
| 1991                           | 2002                           | 2011                           |
| 153                            | 151                            | 169                            |

Напомена: До 1953. исказивано под именом Лочица.